# Каспийско-азовский бычок-цуцик
Каспийско-азовский бычок-цуцик (лат. Proterorhinus nasalis) — вид лучепёрых рыб из семейства бычковых.

## Описание
Наибольшая длина тела около 9 см. Продолжительность жизни, вероятно, около 4 лет. Тело удлиненное, невысокое, сжатое, как и голова, с боков, покрыто средней по размерам чешуей. Рот маленький. Передние ноздри вытянуты в длинные усикоподобные трубочки, которые свисают над верхней губой. Общий фон окраски от желтовато-серого до буровато-коричневатого. На боках есть неправильной формы тёмные пятна-полосы и светлые пятна. Во время размножения самцы темнеют, делаются темными, почти черными, по верхнему краю спинных и хвостового плавников появляется светлая кайма.

## Ареал
Бассейны Азовского и Каспийского морей.
На Украине встречается в прибрежной мелководной, опреснённой зоне Азовского моря, в частности известен из Молочного лимана, Обиточной и Бердянской косы, указывался для Сиваша. Ареал вида на Украине нуждается в уточнении.

## Биология
Солоноводно-пресноводная жилая донная рыба, которая встречается и на мелководных прибрежьях, обычно на очень опресненных морских участках и в лиманах, и в реках и их дополнительной системе. Предпочитает места с замедленным течением или без него, с песчано-илистым или несколько заиленным ракушечным грунтом и подводной растительностью. Половой зрелости достигает к концу первого года жизни при длине тела 2,7-2,9 см. Размножение с апреля по июнь, иногда и до июля-августа. Нерест порционный, происходит в прибрежной зоне на глубинах 0,2-1,5 м, начинается при 10 °С. Икра откладывается под камни, в ямки, створки моллюсков и другие донные предметы, и активно охраняется самцом. Питается мелкими беспозвоночными бентоса (червями, ракообразными, моллюсками и т. д.), иногда питаются мальками рыб.